# Tommy Cash

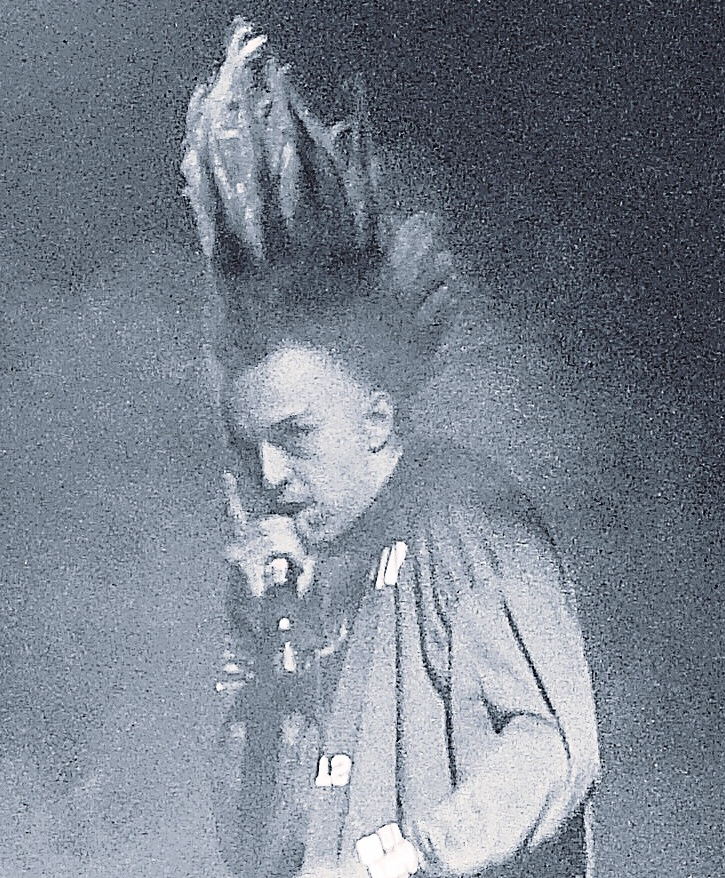
Tommy Cash na koncercie w Londynie, 2019

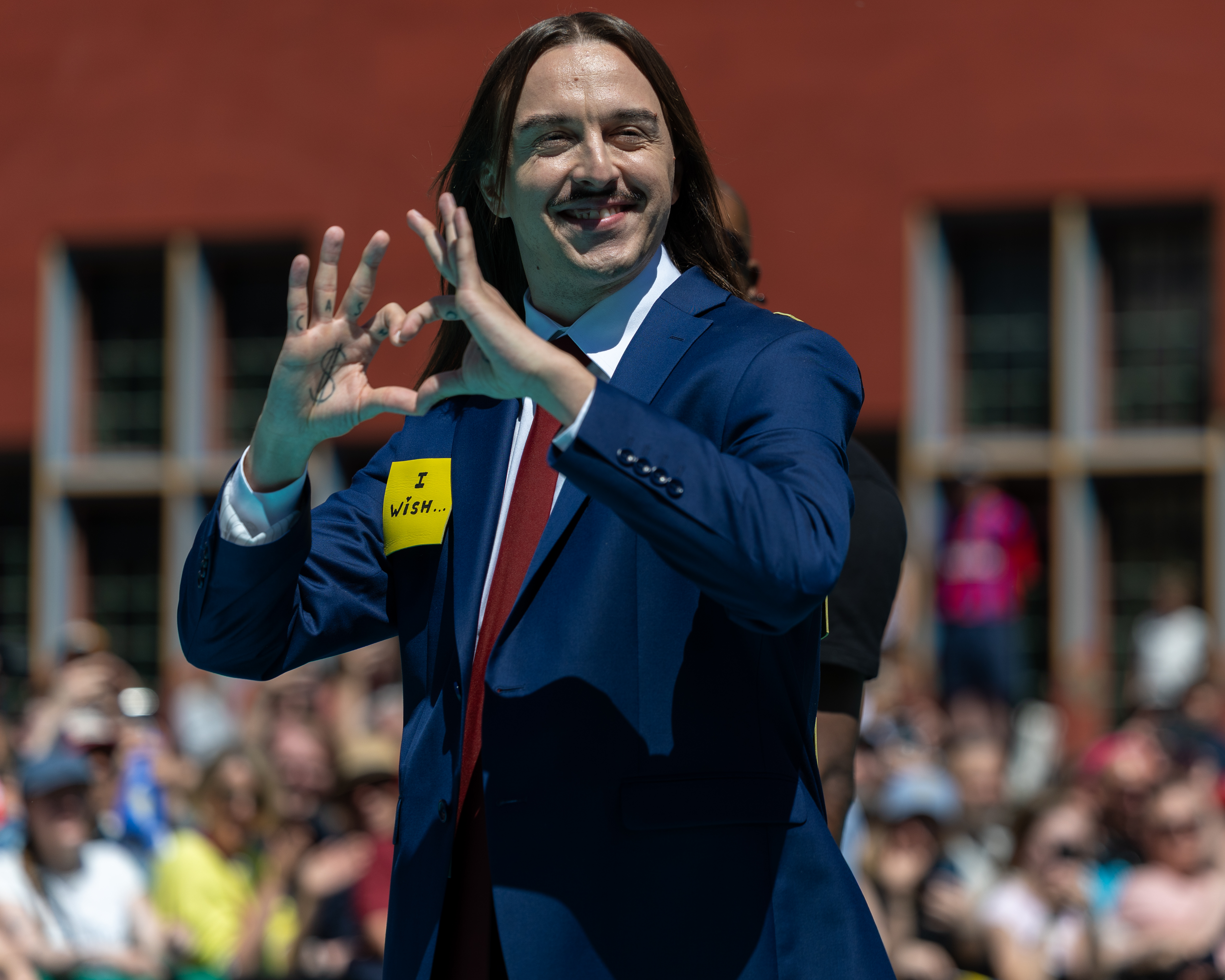
Tommy Cash podczas ceremonii otwarcia 69. Konkursu Piosenki Eurowizji (2025)

Tommy Cash, właśc. Tomas Tammemets (ur. 18 listopada 1991 w Tallinnie) – estoński raper, piosenkarz i projektant mody. Popularność zyskał dzięki ekscentrycznemu wizerunkowi i stylowi muzycznemu, który sam artysta definiuje jako post-soviet rap. Reprezentant Estonii w 69. Konkursie Piosenki Eurowizji (2025).

## Życiorys
Urodził i wychował się w rosyjskojęzycznej dzielnicy Kopli w Tallinnie jako syn Rosjanina i Estonki o korzeniach ukraińsko-kazachskich, dorastając w dwujęzycznym środowisku. Jako 15-latek zaczął ćwiczyć taniec i jazdę konną. Jako nastolatek był osobą samotną, wyróżniającą się zarówno ubiorem, jak i gustem muzycznym. Słuchał Kanyego Westa, który wywarł duże znaczenie na jego późniejszej karierze muzycznej.

## Kariera
Swój pierwszy występ publiczny dał w grudniu 2012 na pokazie mody niedaleko Talinna. Na rynku fonograficznym zadebiutował we wrześniu 2013 singlem „Guez Whoz Bak” utrzymanym w klimacie cloud rapu. Do piosenki zrealizował ekscentryczny teledysk, który stanowi wprowadzenie do wizerunku artysty.
Początkowo skupiał się na rozwoju kariery w rodzimym kraju i innych państwach bałtyckich, a później zaczął zdobywać popularność także w Rosji. Kolejne single artysty, wydane w 2014 i 2015, zyskały słuchaczy w krajach Europy Środkowej i Wschodniej, w tym w Polsce. W kształtowaniu się wizerunku nieszablonowego rapera pomogły również kolejne teledyski. Wydany w połowie 2015 utwór „Prorapsuperstar”, będący remiksem utworu Enyi „Only Time”, wpisał się teledyskiem w estetykę vaporwave. Nawiązawszy współpracę z rosyjskim zespołem Little Big, nagrał singiel „Give Me Your Money” i teledysk będący parodią i satyrą na rosyjską kulturę, który do 2019 uzyskał ponad 45 mln wyświetleń na portalu YouTube.
W 2016 odbył trasę koncertową po Europie, w ramach której zagrał m.in. w Niemczech, Francji, Austrii i Hiszpanii. W lipcu 2016 wydał singiel „Winaloto” utrzymany w klimacie innowacyjnych elektronicznych brzmień, nawiązujących do muzyki trapowej, którym zyskał uwagę wielu muzycznych dziennikarzy i krytyków z całej Europy; ci w stylu muzycznym Casha oprócz przerysowanych nawiązań do rosyjskiego języka i kultury dostrzegli także inspirację południowoafrykańską grupą Die Antwoord. Za teledysk do piosenki otrzymał w styczniu 2017 nagrodę Estonian Music Awards. W Polsce pierwszy raz wystąpił 23 września 2016 podczas Up To Date Festival w Białymstoku. 18 listopada 2016 zagrał w klubie „Cafe Kulturalna” w Warszawie. 12 sierpnia 2021 wystąpił na FEST Festivalu w Chorzowie.
15 lutego 2025 z piosenką „Espresso Macchiato” zwyciężył finał estońskich preselekcji Eesti Laul 2025, otrzymując tym samym prawo do reprezentowania Estonii w Konkursie Piosenki Eurowizji 2025 w Bazylei. 13 maja wystąpił jako czwarty w kolejności i awansował do finału, w którym, 17 maja, zdobył 3. miejsce.

## Dyskografia

### Albumy studyjne
- 2014: Euroz Dollaz Yeniz
- 2018: ¥€$

### Minialbumy
- 2014: C.R.E.A.M.

### Single
- 2013: Oldkool
- 2013: Guez Whoz Bak
- 2014: Alien Tears
- 2014: Euro, Dollaz, Yeniz
- 2015: Leave Me Alone
- 2015: Prorapsuperstar
- 2016: Winaloto
- 2016: Escalade
- 2016: Orange Soda
- 2017: Surf
- 2018: Pussy Money Weed
- 2018: Little Molly
- 2018: X-RAY
- 2019: Stubid
- 2021: Zuccenberg (gościnnie: $uicideboy$ i Diplo)
- 2021: Racked
- 2021: Benz Dealer (gościnnie: Quebonafide)
- 2025: Espresso Macchiato

### Gościnne występy
- 2015: Volkswagen Passat (gościnnie u DJ Oguretz)
- 2015: Flipperi (gościnnie u Adi L Hasla z Mäkki)
- 2015: Give Me Your Money (gościnnie u Little Big)
- 2016: Apel (gościnnie u Pimp Flaco z Kinder Malo)
- 2017: Rawr (gościnnie u Joji)
- 2017: Cry (gościnnie u IC3PEAK)
- 2017: Delicious (gościnnie u Charli XCX)
- 2018: Follow Me (gościnnie u Little Big)
- 2019: Who (gościnnie u Modeselektor)
- 2019: Impec (gościnnie u Lorenzo z Vladimir Cauchemar)
- 2019: Click (gościnnie u Charli XCX z Kim Petras)
- 2019: Forever In My Debt (gościnnie u Borgore)
- 2020: Heartbass (gościnnie u Salvatore Ganacci)
- 2020: xXXi_wud_nvrstøp_ÜXXx" (gościnnie u 100 Gecs z Hannah Diamond)
- 2020: Alright (gościnnie u A.G. Cook)
- 2021: Nude (gościnnie u Boys Noize)
- 2021: Benz-Dealer (gościnnie u Quebonafide)
- 2023: It's Crazy It's Party (gościnnie u Käärijä)
- 2024: CA$H READY (gościnnie u Maty z JELEEL!)
- 2025: United By Music (gościnnie u Joosta Kleina)
- 2025: Akt II - Ostatni koncert (gościnnie u Quebonafide)